# Armadillos
Armadillos är en ort i Mexiko.   Den ligger i kommunen Zitácuaro och delstaten Michoacán de Ocampo, i den södra delen av landet, 140 km väster om huvudstaden Mexico City. Armadillos ligger 1 646 meter över havet och antalet invånare är 220.
Terrängen runt Armadillos är lite bergig. Runt Armadillos är det tätbefolkat, med 257 invånare per kvadratkilometer. Närmaste större samhälle är Heróica Zitácuaro, 10,3 km öster om Armadillos. I omgivningarna runt Armadillos växer huvudsakligen savannskog.